# 魯懿公
魯懿公，姬姓，名戲，為西周魯國第十任君主。他為魯武公兒子，承襲魯武公擔任該國君主，後魯懿公兄長太子括的兒子伯御，與支持伯御的魯國人一起攻打并殺死了魯懿公，魯國人擁立伯御為魯君。

## 家庭
父親
- 魯武公敖

兄弟
- 兄長太子括
- 弟公子称，后为魯孝公